# Хавирна
Хавирна (рум. Havârna) — село у повіті Ботошані в Румунії. Адміністративний центр комуни Хавирна.
Село розташоване на відстані 406 км на північ від Бухареста, 36 км на північ від Ботошань, 124 км на північний захід від Ясс.

## Населення
За даними перепису населення 2002 року у селі проживали 3100 осіб, усі — румуни. Усі жителі села рідною мовою назвали румунську.